# Oruro, Bolivia

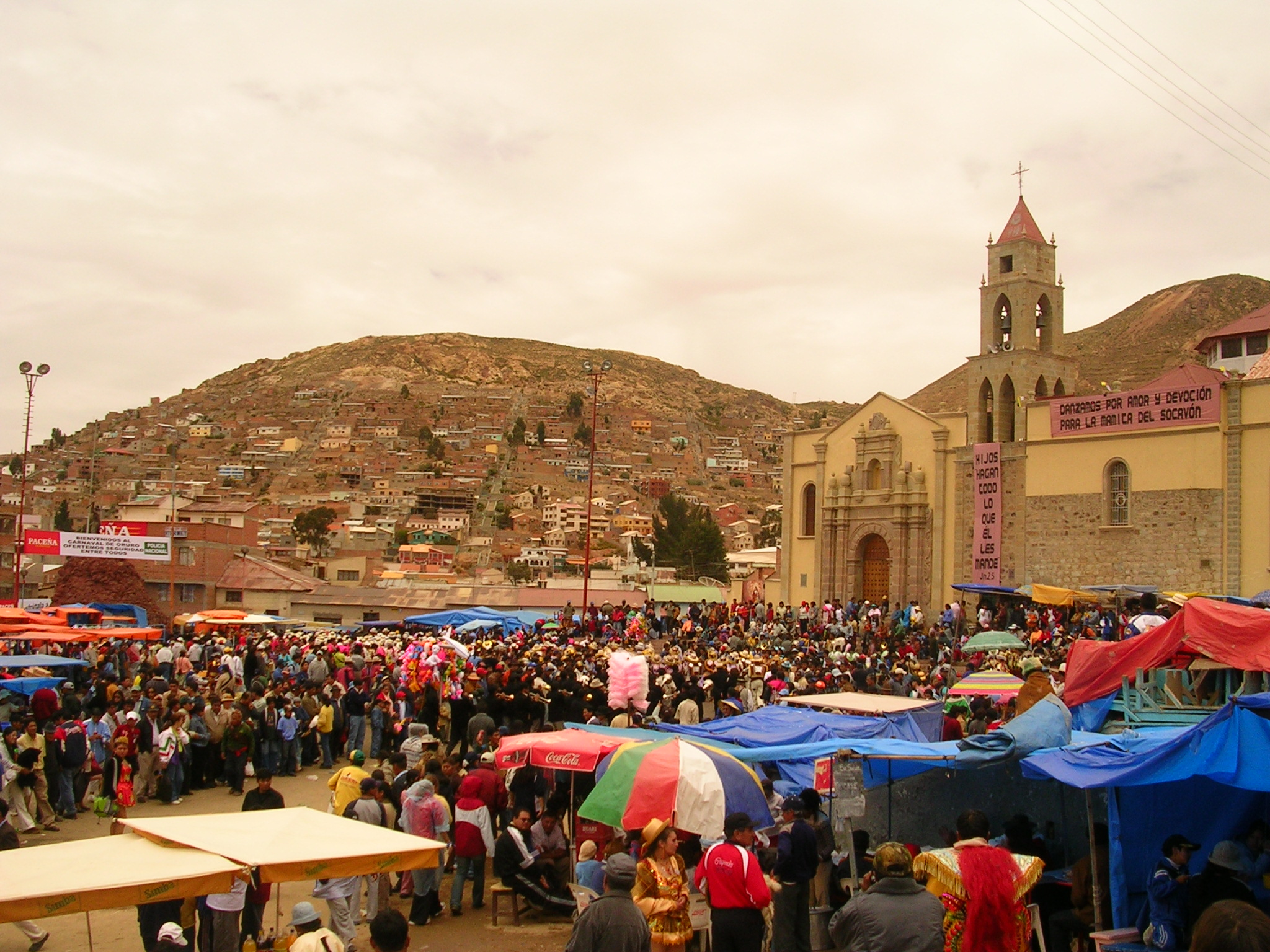
Santuario de la Virgen del Socavón en los Carnavales 2007

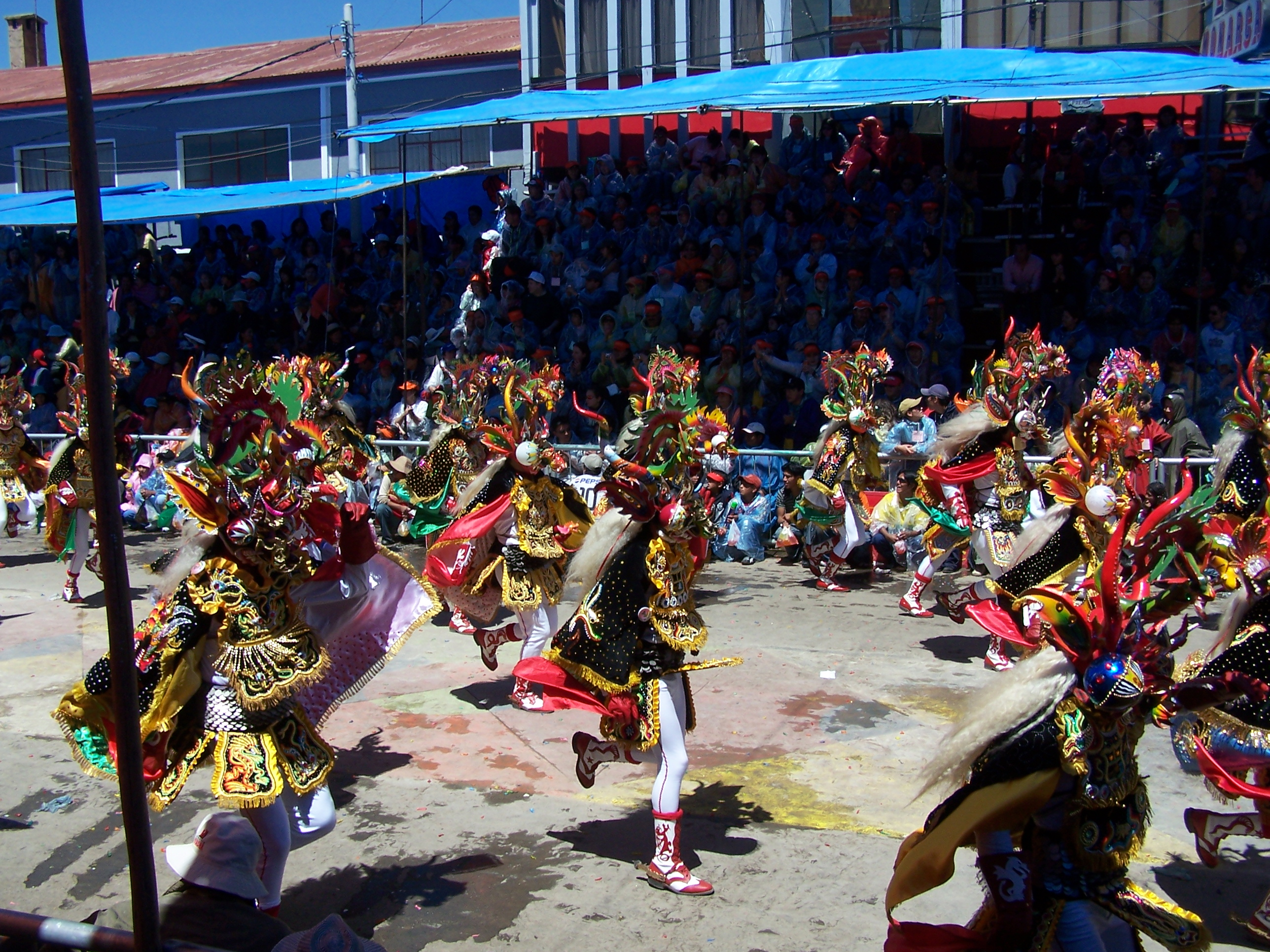
Carnaval de Oruro 2007

Oruro là một thành phố nằm trong tỉnh Cercado, Oruro departmento của Bolivia. Thành phố Oruro có diện tích km², dân số theo ước tính vào năm 2008 là 228.624 người, dân số năm 2010 là 235.393 người. Thành phố có cự ly cách đều giữa La Paz và Sucre tại độ cao khoảng 3710 mét trên mực nước biển.
Đây là thành phố lớn thứ 6 tại Bolivia.